# Diporiphora bennettii
Espèce
Synonymes
- Gindalia bennettii Gray, 1845

Diporiphora bennettii est une espèce de sauriens de la famille des Agamidae.

## Répartition
Cette espèce est endémique d'Australie. Elle se rencontre au Kimberley en Australie-Occidentale et dans l'extrême Ouest du Territoire du Nord.

## Étymologie
Cette espèce est nommée en l'honneur de George Bennett.

## Publication originale
- Gray, 1845 : Catalogue of the specimens of lizards in the collection of the British Museum, p. 1-289 (texte intégral).